# CBeebies
CBeebies est une chaîne de télévision britannique de la BBC pour un public cible de 6 ans et moins.
La chaine est à l'antenne de 6 h à 19 h, afin de partager la bande passante de télévision terrestre avec la chaîne BBC Four.

## Logos

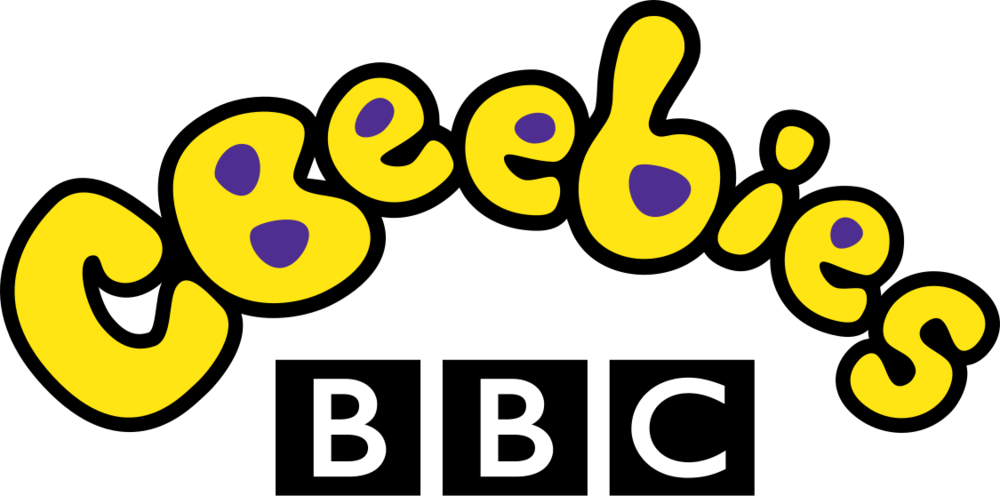
Logo de CBeebies du 11 Février 2002 à 2021
Logo de CBeebies de 2021 au 15 Mars 2023.
Logo de CBeebies à partir du 15 Mars 2023.

## Programmes
- Louie et Niki
- 64, rue du Zoo
- Andy Pandy
- Bébé Clifford
- Bienvenue à Lazy Town
- Bing
- Bob le bricoleur
- Boj
- Boo!
- C'est quoi l'idée ?
- Charlie et Lola
- Chuggington
- Clifford le gros chien rouge
- Les Contes de Tinga Tinga
- Dans le jardin des rêves
- Diabolo, le petit cochon rigolo
- Didou
- La Famille Trompette
- Les Frères Koalas
- Géo Jet
- Hé, Oua-Oua
- Jim l'astronaute
- Joue avec Jess
- Kate et Mim-Mim
- Kazoops !
- Mama Mirabelle
- Messy et le monde d'Okido
- Mike le chevalier
- Mon papi de poche
- Les Octonauts
- Ouaf Ouaf, Plume et Stan
- Le patchwork des animaux
- Le Petit Tracteur rouge
- Les Petits Robots
- Pierre Lapin
- Pierre Martin le facteur
- Piggly et ses amis
- Le Pingu Show
- Pinky Dinky Doo
- Rastasouris
- Rubbadubbers, tous au bain
- Sam le pompier
- Sarah et Couac
- Les Télétubbies
- Tilly et ses amis
- Topsy et Tim
- Tweenies
- Twirlywoos
- La Vie de Rosie
- Voici Timmy